# 대홍단호

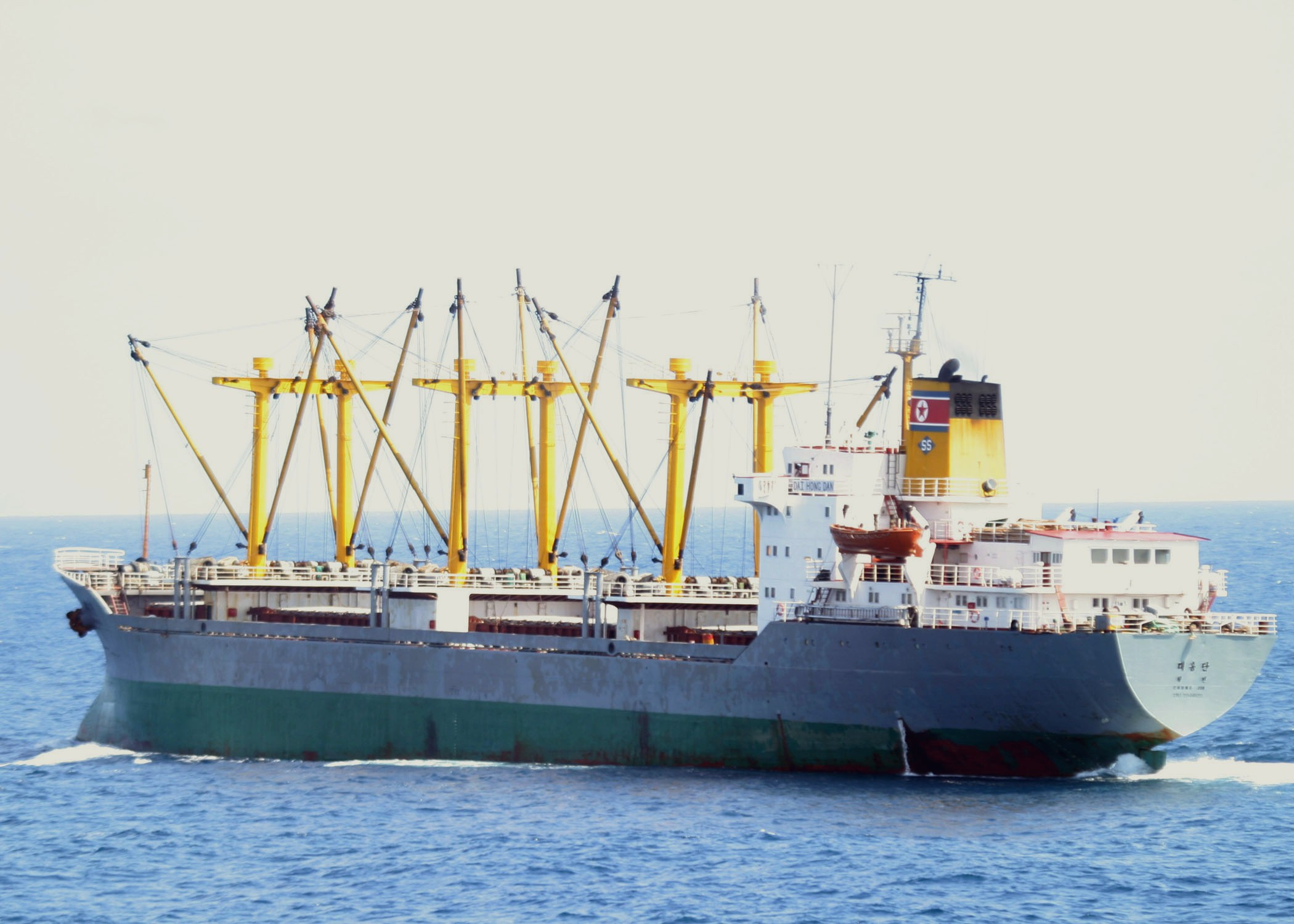
2007년 10월 30일 미해군이 촬영한 대홍단호 사진

대홍단호는 조선민주주의인민공화국 선적의 선박으로, 1978년 희천시에서 건조된 6390t의 화물선이다. 조선민주주의인민공화국의 주요 해상 화물운송을 도맡아 하고 있는 것으로 알려져 있다.

## 제주해협 통과
2001년 6월 4일, 중화인민공화국을 떠나 7일 도착을 목표로 하여 청진시으로 가던 대홍단호는 조선민주주의인민공화국 선박으로는 최초로 제주해협을 통과했다. 당시 국교가 수립되어 있지 않아 통과해서는 안된다는 해양경찰 경비정과, 국제 해협이므로 문제가 없다는 대홍단호의 주장이 대립했으나 추후로는 사전에 협의할 것을 약속하는 형태로 대홍단호는 제주해협을 무사 통과했다.

## 소말리아 해적과의 교전
대홍단호는 2007년 10월 29일 밤에 모가디슈 근해에서 정박 중에 소말리아의 해적들에게 피랍되었다. 대홍단호의 선원들은 즉시 SOS를 쳤고, 약 50해리 거리에 있던 미국 해군 소속의 구축함 제임스 E 윌리엄스호(en)가 이를 수신하고 헬기를 파견했다. 헬기는 해적선 위에서 미 해군이 오고 있으니 투항하라고 무전했고, 이에 해적들이 순간적으로 동요한 사이, 선원들은 숨겨놓았던 무기를 꺼내들고 해적들과 총격전을 벌여 해적 2명을 사살하고 5명을 제압하여 배를 탈환했다. 이후 부상당한 대홍단호의 선원들은 윌리엄스호에서 치료를 받았고, 10월 30일 오후 8시, 상황은 종료되었다. 대홍단호 선장은 붙잡은 해적들을 바다에 밀어넣으려고 했지만 미군 함장이 이를 저지, 대홍단호는 미군에게 포로 1명당 100만 달러를 주면 포로들을 풀어주겠다고 역인질극을 벌였는데,미군은 이 조건을 받아들였다.,,,
조선민주주의인민공화국과 미국은 이에 대해 북-미가 협력하여 해적을 소탕했다고 홍보했으나,, 이에 대해 이춘근 자유기업원 부원장은 윌리엄스호가 본디는 대홍단호를 감시하고 있었던 관계로 가까이에 있어 도와준 것일 뿐이며, 대홍단호의 부상자를 치료해 준 것도 교전중인 적국의 병사라도 부상당한 경우 치료해 주는 일반적 관습에 따른 것일 뿐이라고 지적했다.

## 기타
2004년에는 대홍단호의 박영환 선장이 화물 수송에 기여하고 창의적인 제안을 많이 했다는 까닭으로 노력영웅 칭호를 받기도 했다.
해적과의 교전이 있고 나서 약 1개월 뒤인 2007년 11월, 항해사지원프로그램(en)은 대홍단호가 거짓 선명(船名)을 사용하여 소말리아에서 불법 활동을 했다는 이유로 미 해군측에 대홍단호를 나포해 줄 것을 요구했으나 미국측은 이를 거부하였다.,

## 같이 보기
- 2007 마부노호 소말리아 피랍사건
- 파이나호
- 대홍단군 - 량강도의 한 군.